# Deutsche Morgan Grenfell
Morgan, Grenfell & Co. foi um banco de investimento londrino, adquirido pelo Deutsche Bank em 1990 por $1.48 biliões de dólares e renomeado como Deutsche Morgan Grenfell.
Era visto como um dos mais influentes sobre o setor bancário inglês.